# Espejo atómico

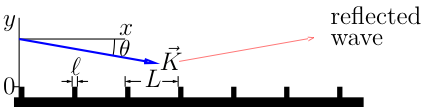
Espejo estriado. La onda con su vector se dispersa en crestas separadas por la distancia

En física, un espejo atómico es un dispositivo que refleja átomos neutros de forma similar a la que un espejo convencional refleja la luz visible.

## Características
Los espejos atómicos pueden configurarse a base de campos eléctricos o magnéticos, ondas electromagnéticas o simplemente utilizando obleas de silicio; en este último caso, los átomos son reflejados por el remanente de la atracción de Van der Waals (véase reflexión cuántica). Tal reflexión es eficaz cuando la componente normal del número de onda de los átomos es pequeña o comparable a la profundidad eficaz del potencial de atracción (aproximadamente, la distancia en la que el potencial se hace comparable a la energía cinética del átomo). Para reducir la componente normal, muchos espejos atómicos son abrillantados de acuerdo con un determinado ángulo de incidencia.  
Según el ángulo de incidencia, la eficiencia de la reflexión cuántica se puede mejorar mediante una superficie cubierta con pequeños resaltos (un espejo estriado).
El conjunto de estrechas estrías reduce la atracción de van der Waals de los átomos a las superficies y mejora la reflexión. Cada parte elevada divide en bloques el frente de onda, causando un efecto de difracción de Fresnel.
Tal espejo puede ser interpretado en términos del efecto cuántico de Zenón. Se puede suponer que el átomo es "absorbido" o "medido" en los resaltos. Las frecuentes medidas (los resaltos estrechamente espaciados) suprimen la transición de la partícula al semiespacio funcionando como absorbedores, produciendo una  reflexión especular. Con mayores separaciones entre resaltos delgados, la reflectividad de un espejo estriado viene determinada por el momento adimensional {\displaystyle ~L~}{\displaystyle ~p={\sqrt {KL~}}~\theta ~} y no depende del origen de la onda, y por lo tanto, es apropiado para la reflexión de átomos.

## Aplicaciones
- Interferometría atómica